# Râul Nera
Nera (sârbă: Nera sau Нера, maghiară: Néra) este un râu de 124 km lungime din România și Serbia.

## România
Nera izvorăște din Munții Semenic, în estul Banatului, la sud de orașul Reșița, în teritoriul comunei Prigor județul Caraș-Severin, fiind formată la confluența a două brațe Nergana și Nerganița. Curge drept spre sud de la vârful Piatra Goznei, de unde izvorăște. La satul Borlovenii Vechi, se întoarce către sud-vest, primind ca afluent principal pe Prigor apoi pe Rudăria, și trecând pe lângă numeroase sate, printre care Patas, Prilipeț, Dalboșeț și Moceriș, până ce ajunge la Șopotu Nou unde se întoarce către nord-vest, intrând în Cheile Nerei. Trece apoi pe lângă satele Sasca Română, Sasca Montană, Slatina-Nera, Bogodint și Naidăș de unde devine râu de graniță între România și Serbia, pentru 21,9 km.

## Râu de graniță
În secțiunea de graniță, Nera curge prin depresiunea Biserica Albă (Belocrkvanska kotlina; chirilică: Белоцркванска котлина). Printre așezările de pe malul ei se numără Lescovița, Zlatița și Socol pe malul românesc, în timp ce pe cel sârb există un singur sat situat chiar pe râu, Kusić, mai multe așezări aflându-se în vecinătatea apei: Kaluđerovo, orașul Biserica Albă, Vračev Gaj și Banatska Palanka. La Vračev Gaj, râul se întoarce către sud și se varsă în Dunăre, în apropiere de satul Stara Palanka.
În ultima secțiune, are 20-40 m lățime, adâncime variabilă, și, cum albia e formată în principal din pietrișuri, formează limanuri cu ape tulburi. Gura de vărsare este o destinație populară printre amatorii de pescuit.
Nera drenează o suprafață de 1.240 km², aparținând bazinului hidrografic al Dunării, și nu este navigabilă.